# Vue en coupe d'une ville malade
Vue en coupe d'une ville malade est un recueil de nouvelles de Serge Brussolo publié en 1980 aux éditions Denoël dans la collection Présence du futur. Ce livre reçoit le Grand prix de l'Imaginaire en 1981. C'est la deuxième fois pour Brussolo, après Funnyway en 1979 et avant Opération serrures carnivores en 1988.

## Liste des nouvelles
- Vue en coupe d'une ville malade
- La Mouche et l'Araignée
- La Sixième colonne
- Comme un miroir mort
- Soleil de soufre
- …de l'érèbe et de la nuit
- Mémorial in vivo : journal inachevé
- Off
- Anamorphose ou les liens du sang